# سید مسعود محمدی
سید مسعود محمدی (زادهٔ ۹ فروردین ۱۳۶۸ در زنجان) قایقران روئینگ و عضو تیم ملی قایقرانی آقایان در ایران است. او از سال ۱۳۸۵ عضو تیم ملی قایقرانی روئینگ است و سابقه حضور در مسابقات جهانی متعدد را دارد. او در این رشته موفق به کسب مدال‌های طلا و نقره شده‌است.

## افتخارات
- مدال طلا در روئینگ چهارنفره سنگین‌وزن جفت پاروی مردان، مسابقات قهرمانی آسیا، تایلند (۱۳۹۶) با ترکیب سیاوش سعیدی، سیدمسعود محمدی، سیدمجتبی شجاعی و بهمن نصیری[۴]
- مدال نقره در روئینگ دونفره سنگین‌وزن جفت پاروی مردان، مسابقات قهرمانی آسیا، تایلند (۱۳۹۶) با ترکیب سیدمسعود محمدی و بهمن نصیری[۵]
- مقام پنجم در روئینگ چهارنفره دو پارو در بازی‌های آسیایی ۲۰۱۸، جاکارتا، با ترکیب سیاوش سعیدی، بهمن نصیری و مجتبی شجاعی